# Costarina cofradia
Espèce
Costarina cofradia est une espèce d'araignées aranéomorphes de la famille des Oonopidae.

## Distribution
Cette espèce est endémique du département de Cortés au Honduras,. Elle se rencontre à Cofradía et au lac de Yajoa.

## Description
Le mâle holotype mesure 1,76 mm et la femelle 2,28 mm.

## Étymologie
Cette espèce est nommée en référence au lieu de sa découverte, Cofradía.

## Publication originale
- Platnick & Dupérré, 2012 : The goblin spider genus Costarina (Araneae, Oonopidae), Part 1. American Museum Novitates, no 3730, p. 1-64 (texte intégral).